# Ozola sinuata
Ozola sinuata là một loài bướm đêm trong họ Geometridae.